# 柴田明彦
柴田 明彦（しばた あきひこ、1959年9月20日 - ）は、大学教授を基軸に各方面で活動するフリーランス。産業能率大学情報マネジメント学部教授、同大学コンテンツビジネス研究所研究員。株式会社ウイングネット社外取締役、公益財団法人熊谷美術館理事、一般社団法人Cheer Piggy Bank理事などを務める。

## 少年時代から学生生活
東京都渋谷区神宮前生まれ。港区立青南小学校入学。神宮外苑、表参道交差点から原宿に向かう坂道でローラースケートに興じる。根津美術館に忍び込み筏を作り池で遊んでいた時、溺れかけ九死に一生を得た。4年2学期から横浜市立二俣川小学校に転校。同小学校分校の中沢小学校卒業（1期生）。自宅近くの雑木林が遊び場のメイン。横浜市立万騎が原中学校卒業。共学に居心地が悪く高校は男子校を目指した。明治学院高等学校（白金。当時は男子校）。ミッション系でありながら詰襟制服、3年間クラス替えなしモノトーンのような時空間だったが、高校生活は100％燃焼した。1979年慶應義塾大学法学部政治学科入学。大学2年次に「慶應ダッファーズゴルフクラブ」創設。同クラブは塾内最大規模であり最強のサークルとして現存する。

## 社会人
《電通マン23年間》
1983年電通入社。フジテレビ、日本テレビ、朝日新聞、全国の地方新聞社を担当する部署を経て、新聞局で3つの部門部長職を歴任した。電通社内ではフジテレビ担当、朝日新聞担当、地方部（全国地方新聞社を担当する部署）は“三大不人気部署”と言われ、3部門を担当した猛者は柴田以外誰もいない。各メディア担当時に数々の企画を立案、実施した。中でも朝日新聞担当キャップ（＊2回目の朝日新聞担当）時に仕掛けた2002 FIFAワールドカップのオフィシャルニュースペーパーに朝日新聞を組み込んだことはメディア・広告業界に旋風を巻き起こした。本件は電通社内ではオフレコになっていたが、朝日新聞社内で、そのメーキングを知らない社員は一人もいない。また“電通赤鬼青鬼”伝説は社内外で有名だが、柴田は赤鬼であったようだ。2006年、人事異動に異を唱え電通マン23年間にピリオドを打ち退職した。退社の概要は「週刊朝日」2ページ特集で紹介されている。

## フリーランス
先ずは銀座に残っていたツケの清算。ボストンバックにツケの概要を記した大学ノートと現金を入れ、１軒ごと返済してまわり、退職金は奇麗になくなった。
辞めた後のことを考えず辞表を提出したので、今後のキャリアを構想する。いずれにしても法人格が必要と考え多様性工房株式会社を設立。企業・団体のコンサルティング（戦略的広報宣伝活動、ブランディング、販売プロモーション等の支援）、講演・研修講師、就活支援、執筆活動など同時多発的に活動している。
2006年10月、Gakkenの次世代プロジェクト（社内横断プロジェクト）の顧問契約を結び、社外メンバーとして参入。以降教育コンテンツのビジネス化に取り組む。
2015年10月に西川圭史（現在ツエーゲン金沢取締役）と大学のブランド戦略、キャリアサポートを手掛ける一般社団法人NS人財創造機構を設立。北陸大学でキャリアプログラムの講義を3年間実施。合わせて各大学での講演活動を拡げていった。
2015年4月に大磯町「旧吉田茂邸」担当参与に就任。火事で全焼した吉田茂邸の再建が終了、リブランディングが使命だった。各種プロモーションを展開する中、司牡丹酒造と提携した「決断の聖地」（商標登録）プロジェクトが代表的。また当時大磯町は神奈川大学、東海大学と提携していたが、3番目の提携先に産業能率大学を町長に提言し、交渉を始めた。この提携交渉が産業能率大学とのご縁となり、2018年に非常勤講師、2019年に教授に就任。
現在は産業能率大学情報マネジメント学部教授コンテンツビジネス研究所研究員として大学教員を主軸に活動中。2023年から柴田ゼミを開講、「産学官＋メディア」の座組で22名の学生と各種プロジェクトに取り組んでいる。

## 著書
【著書】
- 『ビジネスで活かす電通「鬼十則」～仕事に誇りと自分軸を持つ～』（2011年朝日新聞刊）＊同書は中国語翻訳版にて発行(2013年8月）
- 『漫画・電通鬼十則』（2013年メディアファクトリー＊現KADOKAWA刊）

【その他】
- ビジネスコラム「本気の仕事講座」

（2013年10月～2015年3月火曜日連載。産経新聞「フジサンケイビジネスアイ」）
- コラム掲載：AERA、医師会機関誌、大学通信、水戸市FP「桜通信」連載ほか

## 講演会・研修実績

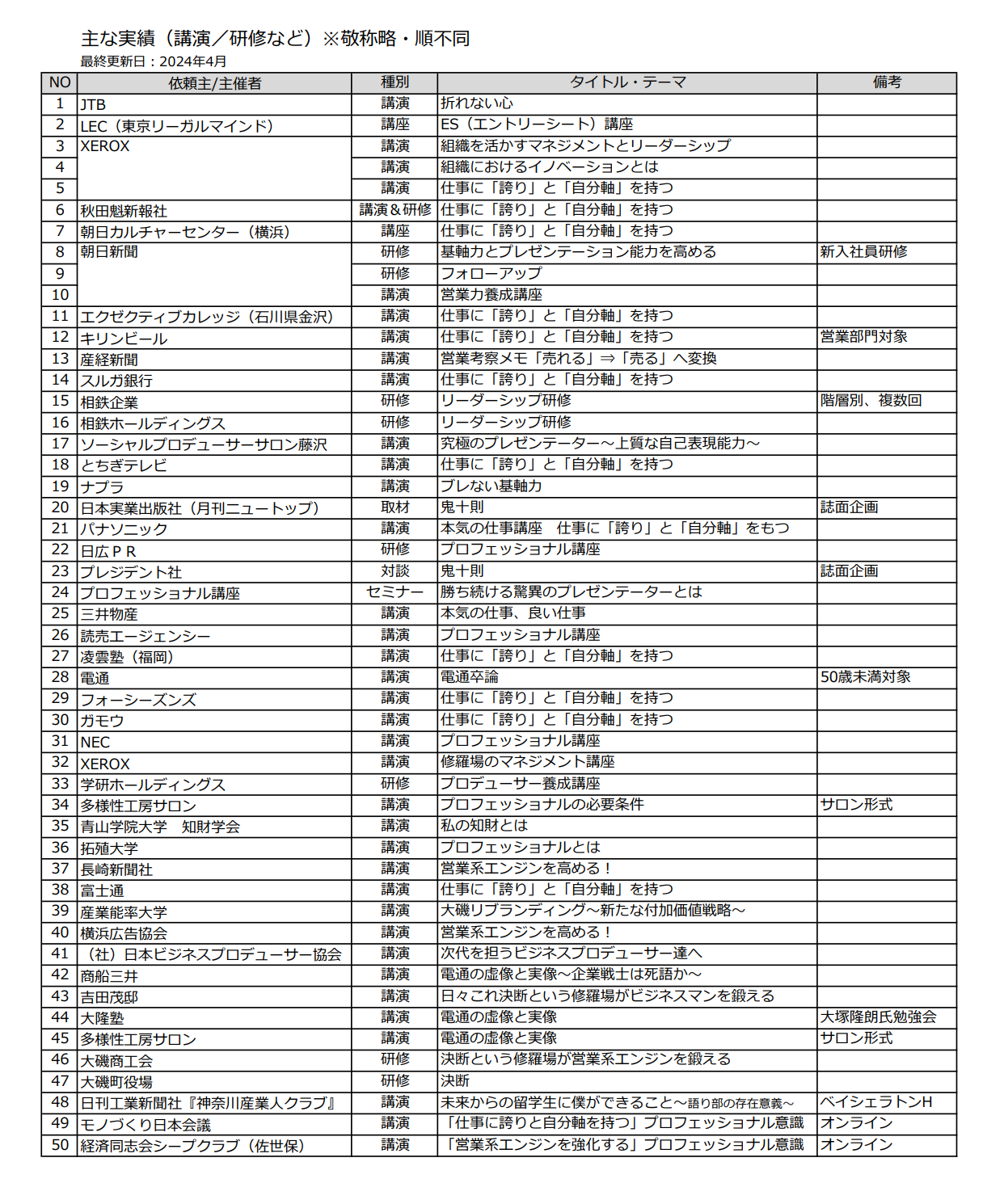
主な後援・研修実績